# 石原宙
石原 宙（いしはら そら）は、日本のライトノベル作家。愛知県出身・在住。

## 人物
2010年、『くずばこに箒星』で第10回集英社スーパーダッシュ小説新人賞大賞を受賞し、作家デビュー。2013年には、名古屋めしを扱った『8番目のカフェテリアガール』を執筆したのが縁で愛知PRライトノベル大使に任命されており、集英社スーパーダッシュ文庫『8番目のカフェテリアガール』と愛知県が主催する「大ぽぷかる展」の公式コミック『GOGO!!エネミィ様』のタイアップ企画では脚本を担当している。

## 作品

### オリジナル
- くずばこに箒星（2011年10月25日、集英社スーパーダッシュ文庫）
- 8番目のカフェテリアガール 東京なごやかプロジェクト（2013年6月25日、集英社スーパーダッシュ文庫）
- くずばこに箒星2（2014年3月7日、集英社スーパーダッシュ文庫）
- 8番目のカフェテリアガール 2 東京おもてなしサバイバル（2014年3月25日、集英社スーパーダッシュ文庫）
- 世界で2番目におもしろいライトノベル。（2015年10月23日、集英社ダッシュエックス文庫）

### ノベライズ
- 小説おそ松さん 前松（三津留ゆうとの共著、2016年7月29日、ジャンプ ジェイ ブックス）
- 〜6つ子の童貞VS.こち亀女子 魂の合コン〜（『VS.こち亀 こちら葛飾区亀有公園前派出所アンソロジー』に収録、2016年9月17日、ジャンプ ジェイ ブックス）
- 小説おそ松さん 後松（2016年11月29日、ジャンプ ジェイ ブックス）
- 小説おそ松さん タテ松（2017年11月24日、ジャンプ ジェイ ブックス）
- 小説おそ松さん ヨコ松（2018年4月20日、ジャンプ ジェイ ブックス）
- 〇〇男子project-ようこそ1年A組へ-（喜多南・葉巡明治との共著、2019年12月25日）

### 漫画原作
- 恋AIお客様相談室（作画：大藪りり、マンガMee）[4]
- 無職の私と天然ハーブ王子の魔女レシピ（作画：桐原いづみ、ガンガンONLINEアプリ）[5]

### ゲームシナリオ
- アイドルコネクト
- なむあみだ仏っ!
- 終幕彼女[6]

## 出演

### ラジオ
- 東海ラジオでポップカルチャーな番組を放送してみた!略して「放送してみた!」（東海ラジオ）

### イベント
- 大ぽぷかる展 第2回緊急特別座談会「愛知をポップカルチャーの聖地にするには?! 〜キャラクターの魂はどこに宿るのか?〜」（2013年12月21日）[7]
- ぽぷかる presents 恋スルクリエイト（2013年12月21日・22日）[2]